# Fenazopiridina
Fenazopiridina è una sostanza chimica, un colorante azoico, che somministrata come sale cloridrato, quando viene escreta nelle urine, ha un effetto analgesico locale. È spesso utilizzata per alleviare il dolore, l'irritazione, il disagio o l'urgenza causata da un'infezione delle vie urinarie, oppure da interventi diagnostici (procedure endoscopiche), terapeutici (cateterismo vescicale), chirurgici del tratto urinario. Il farmaco non è quindi un antibiotico e non cura l'infezione. 
Il suo uso in ogni caso non dovrebbe procrastinare una diagnosi definitiva ed il trattamento della causa.
Negli Stati Uniti la fenazopiridina può essere ottenuta senza prescrizione medica.

## Farmacodinamica
Fenazopiridina esercita un'azione analgesica ed anestetica locale sulla mucosa delle vie urinarie. Il meccanismo d'azione preciso non è conosciuto.

## Farmacocinetica
Le complete proprietà farmacocinetiche della fenazopiridina non sono state studiate.
La maggior parte delle conoscenze derivano da studi sperimentali su animali. 
Tali studi non sono completamente rappresentativi della farmacocinetica nell'essere umano.
Una volta somministrata per via orale fenazopiridina viene assorbita dal tratto gastrointestinale. 
La biodisponibilità del farmaco ed il legame con le proteine plasmatiche non sono note.
Studi effettuati sul ratto indicano che l'emivita plasmatica si aggira intorno alle 7 ore.
Fenazopiridina è metabolizzata a livello epatico e di altri tessuti, ma i metaboliti non sono stati identificati. Si ritiene che l'idrossilazione sia la principale via metabolica ma il legame azotato non viene scisso.
Viene eliminata principalmente con le urine come farmaco non modificato (una percentuale del 65% circa) ed in misura minore con le feci. Gli studi sperimentali sui ratti hanno dimostrato un'escrezione epatica del 40%.
Il farmaco è in grado di attraversare la barriera ematoencefalica: tracce di fenazopiridina sono infatti riscontrabili nel liquor cefalorachidiano. Viene oltrepassata anche la barriera placentare, mentre non è noto se il farmaco possa essere escreto con il latte materno.

## Usi clinici
Indicata in caso di cistite per ridurre la sintomatologia dolorosa e diminuire lo stimolo alla minzione. Indicato inoltre ogni qual volta necessiti un'azione analgesica od anestetica sulla mucosa delle vie urinarie, in caso di discomfort dopo procedure diagnostico terapeutiche quali ad esempio cateterismo vescicale e mantenimento di un catetere Foley a permanenza, procedure endoscopiche quali uretroscopia o cistoscopia, o dopo procedure chirurgiche su uretra, prostata, vescica urinaria che possono provocare irritazione del rivestimento epiteliale delle vie urinarie.
Il farmaco deve essere utilizzato in associazione agli opportuni agenti anti-infettivi per il trattamento iniziale (in genere i primi 2 giorni) di un'infezione non complicata delle vie urinarie, quando è necessario ottenere il sollievo dal dolore, bruciore, o dall'urgenza minzionale.
Tuttavia non vi è evidenza scientifica che la combinazione antibiotico-fenazopiridina fornisca un maggior beneficio rispetto all'utilizzo del solo agente anti-infettivo.
L'American Urological Association ha raccomandato l'uso di fenazopiridina come trattamento prima scelta per la cistite interstiziale.

## Effetti collaterali

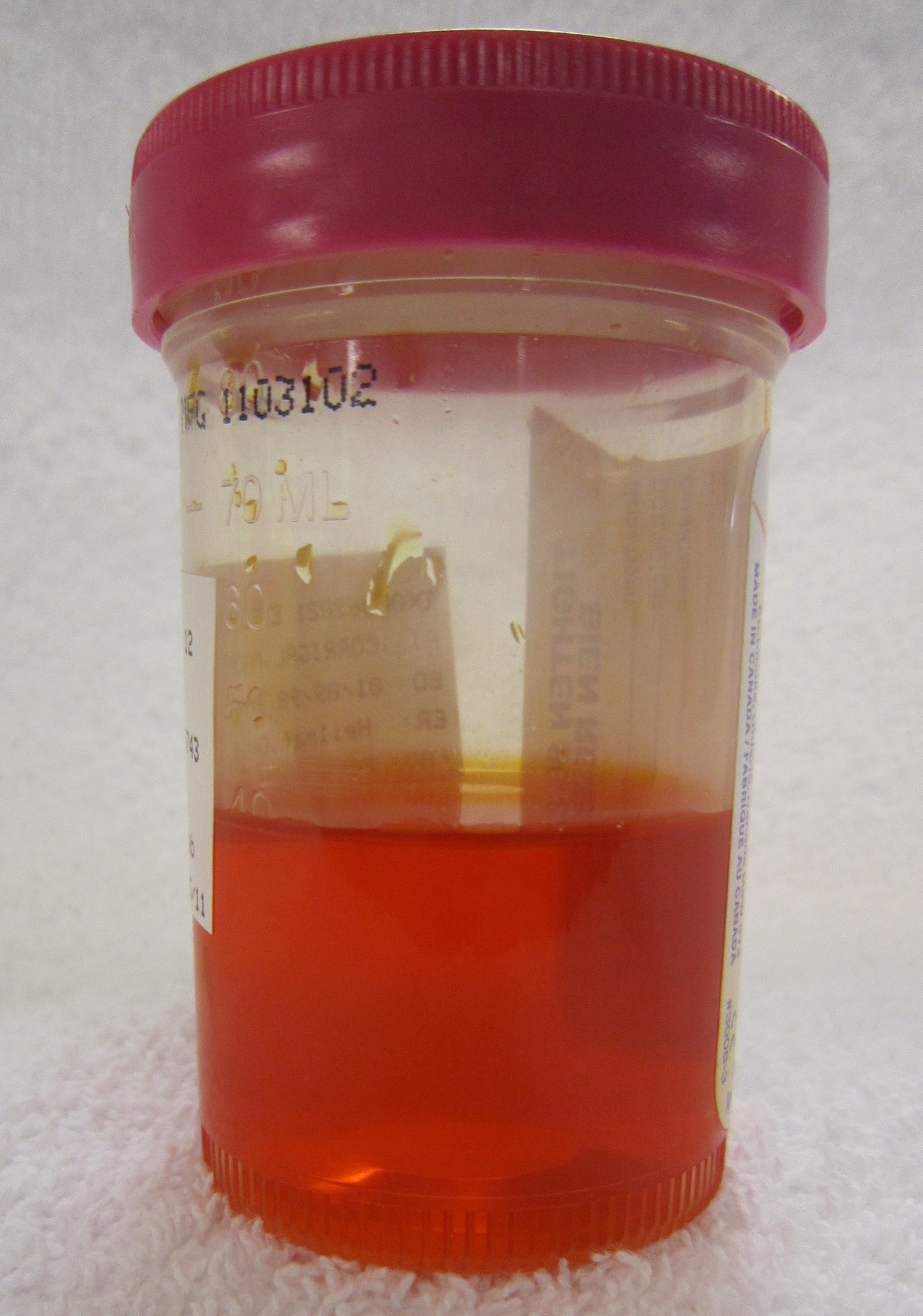
Un contenitore riempito con le caratteristiche urine arancio-rossastre dopo assunzione di fenazopiridina

È tipica la comparsa di una colorazione delle urine variabile dall'arancione al rosso. Questo effetto è comune ed innocuo. Si trattata a tutti gli effetti di una conferma della presenza del farmaco nel corpo. Coloro che assumono fenazopiridina debbono essere avvertiti di non indossare lenti a contatto in corso di trattamento.
Infatti fenazopiridina è nota per colorare in modo permanente le lenti a contatto. L'urina colorata può inoltre macchiare i tessuti e la rimozione di tali macchie richiede l'immersione degli indumenti in ditionato di sodio allo 0,25% oppure in idrosolfito di sodio. 
Nei soggetti in trattamento con fenazopiridina si possono verificare cefalea, disturbi di stomaco (in particolare se il farmaco non viene assunto con del cibo), e vertigini. 
Meno frequentemente può causare un'alterazione della colorazione della pelle o delle sclere degli occhi, con tendenza ad una colorazione giallastra.
Questa colorazione è legata a un'insufficiente escrezione della molecola per via renale e conseguente accumulo del farmaco nella pelle: l'effetto indica in genere l'opportunità di sospendere il trattamento.
Altri effetti collaterali includono febbre, sonnolenza, confusione mentale, cambiamento dell'umore, nausea, vomito, aumento della sete, perdita di appetito, mancanza di respiro, prurito, rash cutaneo, edema del viso, dita, piedi, o degli arti inferiori. L'uso prolungato può causare ingiallimento delle unghie.

Fenazopiridina non dovrebbe essere assunta da soggetti con deficit di glucosio-6-fosfato-deidrogenasi per il rischio di emolisi (cioè di un processo di distruzione dei globuli rossi), causata da uno stress di tipo ossidativo. In letteratura medica vi sono casi di metaemoglobinemia causati perfino dalla ingestione di dosi normali di farmaco. In almeno un caso, una paziente aveva bassi livelli preesistenti di metaemoglobina reduttasi: tale situazione enzimatica molto probabilmente la predisponeva alla condizione. È stata anche segnalata come possibile causa di sulfemoglobinemia.

## Dosi terapeutiche
Fenazopiridina è meglio venga assunta durante i pasti o comunque dopo aver assunto una piccola quantità di cibo, per ridurre i possibili disturbi di stomaco.

Nei soggetti adulti per alleviare il dolore, il bruciore ed in generale la sensazione di disagio nel tratto urinario a seguito di  traumi, interventi chirurgici, procedure endoscopiche o di cateterismo si consigliano 200 mg, per tre volte al giorno. La dose del farmaco può variare da paziente a paziente a seconda della risposta individuale.
Per il sollievo della irritazione causata da un'infezione si consigliano 200 mg, 3 volte al giorno, per non più di 2 giorni. Il trattamento deve essere effettuato in combinazione con un agente anti-infettivo. Dopo i due giorni si deve continuare la terapia con il solo agente anti-infettivo.
Se il paziente dimentica di assume una dose di fenazopiridina è necessario che la assuma il più presto possibile. Tuttavia se è ormai giunta l'ora della dose successiva è più opportuno saltare la dose dimenticata. È sconsigliato raddoppiare le dosi per il rischio di incremento degli effetti indesiderati.

Il farmaco deve essere sospeso quando il dolore e il disagio si sono alleviati, il che in genere accade dopo un periodo di 3-15 giorni di trattamento.

## Sovradosaggio
In caso di sovradosaggio con maggiore frequenza si possono verificare metaemoglobinemia, anemia emolitica, emolisi, disfunzione ed insufficienza renale ed epatica.

## Interazioni
- Levoflunomide e  teriflunomide: con questi due farmaci utilizzati nella terapia dell'artrite reumatoide vi è un aumentato rischio di grave tossicità epatica (epatite acuta ed ittero colestatico)
- Nitrito di sodio: l'utilizzo di questo composto chimico adoperato nell'industria alimentare come conservante alimentare (E250) può causare la formazione di metaemoglobina, e pertanto una diminuzione nella capacità di trasporto d'ossigeno del sangue.
- Agenti associati con metaemoglobinemia: teoricamente ogni agente di questo tipo (ad esempio anestetici locali come benzocaina, lidocaina, prilocaina); antimalarici quali clorochina, primachina, chinino; nitrati e nitriti; sulfamidici; paracetamolo; acido aminosalicilico; metoclopramide e nitrofurantoina, specie nei bambini; fenobarbital; fenitoina ed altri può aumentare il rischio.

## Avvertenze e precauzioni d'uso
- I pazienti diabetici debbono essere al corrente che fenazopiridina può alterare i risultati dei test sulle urine, in particolare il test per la chetonuria ed il test della glicosuria.
- I pazienti affetti da deficit di glucosio-6-fosfato deidrogenasi (G-6-PD) possono avere un aumentato rischio di metaemoglobinemia indotta da fenazopiridina e di anemia emolitica.
- I pazienti con epatite grave presentano un aumentato rischio di epatotossicità associati all'uso di fenazopiridina (sia pure a dosaggi molto elevati). Sono stati anche riportati casi di epatite da ipersensibilità.